# Garcz
Garcz [ɡart͡ʂ] (Em cassúbio Gôrcz). Fica a aproximadamente 3 km (2 mi) ao norte de Chmielno, a cidade mais próxima, e 7km oeste de Kartuzy, e 35 km (22 mi) oeste de Gdansk, a capital da região da Pomerânia na Polônia.